# 江南城隍廟
江南城隍廟，正名为“京都都城隍威灵公庙”，原位于北京市西城区南横东街3号，现已迁至北京市西城区黑窑厂胡同，是一座道教正一派宫观。现为西城区普查登记文物。

## 简介
江南城隍庙原来的地址是宣武门外南横街东口外路北，门牌号为南横东街3号。该庙原来由三座并列的小庙组成：东为天齐庙（南横东街1号），中为江南城隍庙（南横东街3号），西为三官庙（南横东街7号）。庙前街称为“城隍庙街”，1965年两街合并，改名“南横东街”。
江南城隍庙原来是京师都城隍庙。后来由于北京内城设都城隍庙，所以该庙改为江南城隍庙。该庙有城隍的全副仪仗，每年清明节、中元节（七月十五日）、十月初一举办庙会，到时会打出全副仪仗，抬出城隍像出巡，是北京南城知名的庙会。
2002年南横东街东端南北进行“危改”，将江南城隍庙、天齐庙、三官庙拆毁。此后江南城隍庙进行了所谓“迁建”，实际上是新建。新的江南城隍庙位于黑窑厂胡同的三圣庵南部，坐北朝南，庙门上题有“京都都城隍威灵公庙”。